# Канинде (Сеара)
Канинде (порт. Canindé)  —  муниципалитет в Бразилии, входит в штат Сеара. Составная часть мезорегиона Север штата Сеара. Входит в экономико-статистический  микрорегион Канинде. Население составляет 73 878 человек на 2007 год. Занимает площадь 3 218,423 км². Плотность населения — 23 чел./км².

## История
Город основан 29 июля 1846 года. 

## Статистика
- Валовой внутренний продукт на 2005 составляет 208.430.000,00 реалов (данные: Бразильский институт географии и статистики).
- Валовой внутренний продукт на душу населения на 2005 составляет 2.799,00 реалов (данные: Бразильский институт географии и статистики).
- Индекс развития человеческого потенциала на 2000 составляет 0,634 (данные: Программа развития ООН).

## География
Климат местности: полупустыня.